# Франклін (округ, Флорида)
Шаблон:StateAbbr_ 29°48′ пн. ш. 84°49′ зх. д. / 29.8° пн. ш. 84.82° зх. д.
Округ Франклін (англ. Franklin County) — округ (графство) у штаті Флорида, США. Ідентифікатор округу 12037.

## Історія
Округ утворений 1832 року.

## Демографія
За даними перепису 2000 року загальне населення округу становило 11057 осіб, зокрема міського населення було 2900, а сільського — 8157. Серед мешканців округу чоловіків було 6242, а жінок — 4815. В окрузі було 4096 домогосподарств, 2727 родин, які мешкали в 7180 будинках. Середній розмір родини становив 2,77.
Віковий розподіл населення поданий у таблиці:
| Стать    | До 15 років | 15-21 | 22-29 | 30-39 | 40-49 | 50-65 | 65-85 | Понад 85 |
| -------- | ----------- | ----- | ----- | ----- | ----- | ----- | ----- | -------- |
| Чоловіки | 840         | 397   | 808   | 1148  | 1023  | 1204  | 752   | 70       |
| Жінки    | 804         | 372   | 382   | 594   | 703   | 1041  | 782   | 137      |

## Суміжні округи
- Ліберті — північ
- Вакулла — північний схід
- Ґалф — захід

## Виноски
1. ↑  U.S. Decennial Census. United States Census Bureau. Архів оригіналу за 26 квітня 2015. Процитовано 13 червня 2014.
2. ↑  Historical Census Browser. University of Virginia Library. Архів оригіналу за 11 серпня 2012. Процитовано 13 червня 2014.
3. ↑  Population of Counties by Decennial Census: 1900 to 1990. United States Census Bureau. Процитовано 13 червня 2014.
4. ↑  Census 2000 PHC-T-4. Ranking Tables for Counties: 1990 and 2000 (PDF). United States Census Bureau. Процитовано 13 червня 2014.
5. ↑  State & County QuickFacts. United States Census Bureau. Архів оригіналу за 7 червня 2011. Процитовано 12 лютого 2014. [Архівовано 2011-06-07 у Wayback Machine.](англ.) Наведено за англійською вікіпедією.
6. ↑  American FactFinder. Бюро перепису населення США. Архів оригіналу за 26 лютого 2012. Процитовано 31 січня 2008. [Архівовано 2008-05-21 у Wayback Machine.]

| США | Це незавершена стаття з географії США. Ви можете допомогти проєкту, виправивши або дописавши її. |